# 용인 삼성생명 블루밍스
용인 삼성생명 블루밍스 WBT(Yongin Samsung Life Blueminx Women's Basketball Team)는 대한민국 경기도 용인시에 있는 축구 선수단이다. 제일기획이 운영하는 여자 프로 농구단이며, 1977년에 창단되었다. 여자 실업 농구의 삼성생명 여자농구단(구 동방생명)을 모태로 하고 있다. 1998년 여름, 세미 프로 리그전으로 출범한 여자 프로 농구에 참가하여 원년 우승컵을 안았다. 연고지는 프로화 초기에는 수원이었으나 2005년에 용인으로 이전하였다. 이후 2014년에 제일기획이 스포츠단을 모두 인수히여 용인 삼성 블루밍스라는 이름을 1년 동안 쓰다가, 삼성생명과 네이밍권리 계약을 체결하여 다시 삼성생명의 이름을 사용하게 되었다.

## 통계

### 우승
- WKBL 챔피언 결정전
  - 우승 (6): 1998 여름, 1999 여름, 2000 겨울, 2001 겨울, 2006 여름, 2020-2021
  - 준우승 (12): 2002 여름, 2003 겨울, 2003 여름, 2004 겨울, 2005 겨울, 2007 겨울, 2007-2008, 2008-2009, 2009-2010, 2012-2013, 2016-2017, 2018-2019

- WKBL 정규리그
  - 우승 (6): 1998년 여름, 1999년 여름, 2000년 겨울, 2002년 여름, 2003년 여름, 2004년 겨울 리그

- WKBL 퓨처스리그
  - 우승 (2): 2019, 2020

- 여자 농구 챌린지컵
  - 우승 (1): 2013

### 리그 통계
| WKBL 챔피언 | 플레이오프 진출 |

| 시즌                   | 참가팀 | 순위 | 경기 수 | 승 | 패 | 승률  | 승차 | 플레이오프                                                                                  | 수상                                                             |
| ---------------------- | ------ | ---- | ------- | -- | -- | ----- | ---- | ------------------------------------------------------------------------------------------- | ---------------------------------------------------------------- |
| 삼성생명 페라이온      |        |      |         |    |    |       |      |                                                                                             |                                                                  |
| 1998년 여름            | 5      | 1    | 8       | 7  | 1  | 0.875 | 0    | 챔피언 결정전 승리 (신세계) 2-1                                                             |                                                                  |
| 1999년 겨울            | 6      | 3    | 5       | 3  | 2  | 0.600 | 1    | ―                                                                                           |                                                                  |
| 1999년 여름            | 8      | 1    | 15      | 13 | 2  | 0.867 | 0    | 챔피언 결정전 승리 (현대) 2-0                                                               |                                                                  |
| 2000년 겨울            | 5      | 1    | 8       | 6  | 2  | 0.750 | 0    | 챔피언 결정전 승리 (현대) 2-0                                                               |                                                                  |
| 삼성생명 미추미        |        |      |         |    |    |       |      |                                                                                             |                                                                  |
| 2000년 여름            | 6      | 3    | 20      | 12 | 8  | 0.600 | 3    | 플레이오프 패배 (현대) 2-0                                                                  |                                                                  |
| 2001년 겨울            | 6      | 2    | 10      | 7  | 3  | 0.700 | 1    | 플레이오프 승리 (현대) 2-1 챔피언 결정전 승리 (한빛은행) 3-1                                |                                                                  |
| 수원 삼성생명 미추미   |        |      |         |    |    |       |      |                                                                                             |                                                                  |
| 2001년 여름            | 6      | 4    | 25      | 13 | 12 | 0.520 | 6    | 플레이오프 패배 (신세계) 2-1                                                                |                                                                  |
| 2002년 겨울            | 6      | 3    | 25      | 13 | 12 | 0.520 | 3    | 플레이오프 패배 (신세계) 2-1                                                                |                                                                  |
| 2002년 여름            | 6      | 1    | 15      | 10 | 5  | 0.667 | 0    | 플레이오프 승리 (신세계) 2-0 챔피언 결정전 패배 (현대) 3-1                                  |                                                                  |
| 2003년 겨울            | 6      | 2    | 20      | 13 | 7  | 0.650 | 1    | 플레이오프 승리 (현대) 2-0 챔피언 결정전 패배 (우리은행) 3-1                                |                                                                  |
| 2003년 여름            | 6      | 1    | 20      | 16 | 4  | 0.800 | 0    | 플레이오프 승리 (현대) 2-0 챔피언 결정전 패배 (우리은행) 3-1                                |                                                                  |
| 2004년 겨울            | 6      | 1    | 20      | 14 | 6  | 0.700 | 0    | 플레이오프 승리 (우리은행) 2-0 챔피언 결정전 패배 (금호생명) 3-1                            |                                                                  |
| 2005년 겨울            | 6      | 3    | 20      | 10 | 10 | 0.500 | 3    | 플레이오프 승리 (금호생명) 2-0 챔피언 결정전 패배 (우리은행) 3-1                            |                                                                  |
| 용인 삼성생명 미추미   |        |      |         |    |    |       |      |                                                                                             |                                                                  |
| 2005년 여름            | 6      | 4    | 20      | 10 | 10 | 0.500 | 5    | 플레이오프 패배 (우리은행) 2-1                                                              |                                                                  |
| 2006년 겨울            | 6      | 3    | 20      | 10 | 10 | 0.500 | 5    | 플레이오프 패배 (신한은행) 2-0                                                              |                                                                  |
| 2006년 여름            | 6      | 2    | 15      | 9  | 6  | 0.600 | 1    | 플레이오프 승리 (우리은행) 2-0 챔피언 결정전 승리 (KB) 3-2                                  |                                                                  |
| 2007년 겨울            | 6      | 3    | 20      | 13 | 7  | 0.650 | 4    | 플레이오프 승리 (우리은행) 2-1 챔피언 결정전 패배 (신한은행) 3-2                            |                                                                  |
| 2007-2008              | 6      | 2    | 35      | 22 | 13 | 0.629 | 7    | 플레이오프 승리 (금호생명) 3-1 챔피언 결정전 패배 (신한은행) 3-0                            |                                                                  |
| 2008-2009              | 6      | 2    | 40      | 23 | 17 | 0.575 | 14   | 플레이오프 승리 (금호생명) 3-1 챔피언 결정전 패배 (신한은행) 3-0                            |                                                                  |
| 2009-2010              | 6      | 2    | 40      | 23 | 17 | 0.575 | 7    | 플레이오프 승리 (KB) 3-0 챔피언 결정전 패배 (신한은행) 3-1                                  |                                                                  |
| 2010-2011              | 6      | 2    | 35      | 23 | 12 | 0.657 | 6    | 플레이오프 패배 (KDB생명) 3-1                                                               |                                                                  |
| 2011-2012              | 6      | 4    | 40      | 21 | 19 | 0.525 | 8    | 플레이오프 패배 (신한은행) 3-1                                                              |                                                                  |
| 용인 삼성생명 블루밍스 |        |      |         |    |    |       |      |                                                                                             |                                                                  |
| 2012-13                | 6      | 3위  | 35      | 16 | 19 | .457  | 8    | 준플레이오프 승리 (KB) 2-0 플레이오프 승리 (신한은행) 2-1 챔피언 결정전 패배 (우리은행) 3-0 | 양지영 (신인선수상) 이미선 (스틸상) 앰버 해리스 (득점상, 블록상) |
| 2013-14                | 6      | 4위  | 35      | 17 | 18 | .486  | 8    | ―                                                                                           | 이미선 (어시스트상, 스틸상)                                      |
| 용인 삼성 블루밍스     |        |      |         |    |    |       |      |                                                                                             |                                                                  |
| 2014-15                | 6      | 4위  | 35      | 14 | 21 | .400  | 14   | ―                                                                                           | 이미선 (어시스트상, 스틸상)                                      |
| 용인 삼성생명 블루밍스 |        |      |         |    |    |       |      |                                                                                             |                                                                  |
| 2015-16                | 6      | 4위  | 35      | 18 | 17 | .514  | 10   | ―                                                                                           | 키아 스톡스 (우수수비선수상)                                     |
| 2016-17                | 6      | 2위  | 35      | 18 | 17 | .514  | 15   | 플레이오프 승리 (KB) 2-0 챔피언 결정전 패배 (우리은행) 3-0                                  | 박하나 (3점 야투상) 김한별 (2점 야투상)                          |
| 2017-18                | 6      | 4위  | 35      | 16 | 19 | .457  | 13   | ―                                                                                           | 엘리사 토마스 (외국인 선수상) 이주연 (신인선수상)                |
| 2018-19                | 6      | 3위  | 35      | 19 | 16 | .543  | 9    | 플레이오프 승리 (우리은행) 2-1 챔피언 결정전 패배 (KB) 3-0                                  | 박하나 (최다득점상) 박하나 (자유투상) 김한별 (스틸상)            |
| 2019-20                | 6      | 6위  | 27      | 9  | 18 | .333  | 12   | ―                                                                                           | 윤예빈 (스틸상)                                                  |
| 2020-21                | 6      | 4위  | 30      | 14 | 16 | .467  | 8    | 플레이오프 승리 (우리은행) 2-1 챔피언 결정전 승리 (KB) 3-2                                  | 김한별 (챔프전 MVP)                                              |
| 2021-22                | 6      | 5위  | 30      | 11 | 19 | .367  | 14   |                                                                                             |                                                                  |
| 2022-23                | 6      | 4위  | 30      | 16 | 14 | .533  | 9    | 플레이오프 패배 (BNK썸) 2-0                                                                 |                                                                  |

## 역대 감독
- 정태균 (1997년 ~ 2000년)
- 유수종 (2000년 ~ 2002년)
- 박인규 (2002년 ~ 2004년)
- 정덕화 (2004년 ~ 2008년)
- 이호근 (2008년 ~ 2015년)
- 임근배 (2015년 ~ 2024년)
- 하상윤 (2024년 ~ )

## 구성원

### 지도자
- 감독 : 하상윤
- 코치 : 이미선, 김명훈
- 트레이너 : 백재민, 김민규, 정지연
- 매니저 : 박찬양
- 통역 : 류해림, 요시카와 이마리
- 스카우트 : 이주한
- 전력분석 : 이주한, 임종혁

### 과거 주요 선수
- 최경희
- 성정아
- 김화순
- 오미숙
- 김원영
- 정은순
- 유영주
- 손경원
- 왕수진
- 한현선
- 박정은
- 이미선
- 김선미
- 차지영
- 유승희
- 김계령
- 양지영

### 영구 결번
| 용인 삼성생명 블루밍스의 영구 결번 |        |             |           |                 |
| 번호                               | 선수   | 포지션      | 활동 기간 | 은퇴일          |
| 11                                 | 박정은 | 스몰 포워드 | 1994-2013 | 2013년 4월 15일 |
| 5                                  | 이미선 | 포인트 가드 | 1997-2016 | 2016년 3월 29일 |

## 경기장
- 경기장 : 용인실내체육관

- 훈련장: 삼성 트레이닝 센터

## 참고 문헌
- “스포츠지원포털 등록 현황”. 대한체육회.
- “한국여자프로농구 히스토리”. 한국여자농구연맹.